# Vasile C. Ioniță
Vasile C. Ioniță  (n. 24 martie 1932, Dolhasca) este un profesor și scriitor român. 

## Biografie
Născut pe meleaguri sucevene, la Dolhasca, la 24 martie 1932, profesorul Vasile C. Ioniță este unul dintre cei mai importanți lingviști ai Banatului de Munte.
Absolvent al Facultății de Filologie din Timișoara (1971), prof. Vasile C. Ioniță  urmează un doctorat la Facultatea de Filologie din Cluj, iar din 1983 devine doctor în filologie.
Dialectolog, etimolog, onomastician, toponimist, publicist, scriitor, Vasile C. Ioniță își dedică întreaga viață cercetării, studiului și scrisului.

## Cariera literară
Debutează editorial în 1972 cu un Glosar toponimic Caraș-Severin, apărut la Reșița, la Casa Corpului Didactic; în 1975, în colaborare cu Octavian Răuț, editează Studii și cercetări de istorie și toponimie sub egida Muzeului de Istorie; în 1976, sub egida Bibliotecii Județene Caraș-Severin, realizează o plachetă în 40 de pagini Banatul, parte integrantă și individualitate distinctă în contextul istorico-geografic și al spiritualității românești. Contribuții bibliografice. 1 Graiul bănățean; în 1982 apare la Timișoara la editura „Facla” – Nume de locuri din Banat – o amplă monografie a toponimiei Banatului prefațată de Alexandru Graur.  În 1985, tot la Timișoara, la editura „Facla”, apare volumul Metafore ale graiurilor bănățene; în 1997, la editura „Timpul” din Reșița, apare eseul monografic Sabin Păutza; Monografia localității Câlnic din Caraș-Severin apare tot în 1997 la editura „Timpul” din Reșița; Capricii – un volum de amintiri, file de jurnal și corespondență – apare în 1999 la editura „Timpul” din Reșița; în 2002, la editura „Eurostampa” din Timișoara, apare primul volum de Contribuții lingvistice. Onomastică. Lexicologie semnat Vasile C. Ioniță; în 2004, la „Intergraf ”din Reșița apare cel de-al doilea volum de Contribuții lingvistice…; tot în 2004 coordonează volumul Uite cine, ce și cum vorbește. Teste comentate privind limba română, volum apărut la „Intergraf” la Reșița; tot în 2004, lăsând la o parte preocupările lingvistice, publică un volum de proză – Aripi frânte – continuând astfel seria volumelor  memorialistice, relatând fapte absolut reale; Oglinzi infidele, volum apărut în 2005, Reșița, „Intergraf”; Meandre este volumul care continuă  cronologic  Aripi frânte și apare în 2005 tot la editura „Intergraf” din Reșița.
În 1990 prof. Vasile C. Ioniță se pensionează, dar activitatea culturală a domniei sale continuă. Îl găsim colaborator al unor publicații, dar și colaborator al unor instituții. O foarte bună și rodnică colaborare a avut-o cu Radio Reșița, Doru Dinu Glăvan, redactorul șef de la acea vreme sesizând și valorificând puterea de muncă a maestrului, priceperea, profesionalismul acestuia. Pe lângă faptul că deținea o rubrică la acest post de radio, Vasile C. Ioniță scria, desfășura o activitate scriitoricească rezultând câteva volume apărute sub egida Radio Reșița: Contribuții lingvistice. Onomastică. Lexicologie 3, Editura „Banatul Montan”, 2007; Dicționar de evenimente și personalități din Banatul istoric, vol. 1 apărut la Reșița, la editura „Banatul Montan” în 2007, iar volumul 2 – Memento. Evenimente și personalități din Banatul istoric, a apărut în 2008; 30 de istorioare despre oameni și vremi, volum apărut în 2008 tot la Banatul Montan; Lecturi interzise, apare în 2009, Reșița. Banatul Montan; Memoria cuvintelor, volum apărut în 2010 la aceeași editură din Reșița și Crâmpeie dintr-un veac trecut este volumul care încheie, în 2011, într-un fel, colaborarea cu Radio Reșița, o dată cu plecarea lui Doru Dinu Glăvan din radio, dar și ultimul cu caracter memorialistic.
În 2012 hotărăște ca mare parte a bibliotecii sale să o dăruiască orașului Bocșa, având încredere în această instituție și în managerul ei. Astfel începe o nouă poveste, cea a amenajării unei săli destinată acestui veritabil fond de documente.”